# Lista siturilor arheologice din județul Bistrița-Năsăud - O
Lista siturilor arheologice din județul Bistrița-Năsăud - O conține toate siturile arheologice din județul Bistrița-Năsăud înscrise în Repertoriul Arheologic Național (RAN) și aflate în localități al căror nume începe cu litera O. RAN este administrat de Ministerul Culturii și Patrimoniului Național și cuprinde date științifice, cartografice, topografice, imagini și planuri, precum și orice alte informații privitoare la zonele cu potențial arheologic, studiate sau nu, încă existente sau dispărute.
Puteți căuta un sit din localitățile care încep cu litera O folosind formularul de mai jos sau puteți naviga prin toate siturile din județ la Lista siturilor arheologice din județul Bistrița-Năsăud.
| Cod RAN                                  | Denumire | Localitate                          | Adresă        | Datare                                     | Descoperit | Coordonate                                  | Imagine           | Erori            |
| ---------------------------------------- | --- | ----------------------------------- | ------------- | ------------------------------------------ | ---------- | ------------------------------------------- | ----------------- | ---------------- |
| 35027.01.01 (Cod LMI: BN-I-m-B-01375.02) | Situl arheologic de la Ocnița - "Valea Lupului" / ansamblu anonim (Categorie: descoperire funerară) (Tip: Necropolă) | sat Ocnița, comuna Teaca            | Valea Lupului | Sântana de Mureș - Cerneahov sec. III - IV |            |                                             | Încărcați imagine | Raportați eroare |
| 35027.01.02 (Cod LMI: BN-I-m-B-01375.01) | Situl arheologic de la Ocnița - "Valea Lupului" / ansamblu anonim (Categorie: descoperire funerară) (Tip: Așezare)   | sat Ocnița, comuna Teaca            | Valea Lupului | Sântana de Mureș - Cerneahov sec. III - IV |            |                                             | Încărcați imagine | Raportați eroare |
| 35027.01.03 (Cod LMI: BN-I-m-B-01375.03) | Situl arheologic de la Ocnița - "Valea Lupului" / ansamblu anonim (Categorie: descoperire funerară) (Tip: Așezare)   | sat Ocnița, comuna Teaca            | Valea Lupului | sec. II - III p. Chr.                      |            |                                             | Încărcați imagine | Raportați eroare |
| 35027.01.04 (Cod LMI: BN-I-m-B-01375.04) | Situl arheologic de la Ocnița - "Valea Lupului" / ansamblu anonim (Categorie: descoperire funerară) (Tip: Așezare)   | sat Ocnița, comuna Teaca            | Valea Lupului |                                            |            |                                             | Încărcați imagine | Raportați eroare |
| 35027.02.01 (Cod LMI: BN-I-m-B-01376.03) | Situl arheologic de la Ocnița - "La dâlme" / ansamblu anonim (Categorie: locuire civilă) (Tip: Așezare)              | sat Ocnița, comuna Teaca            | La dâlme      |                                            |            |                                             | Încărcați imagine | Raportați eroare |
| 35027.02.02 (Cod LMI: BN-I-m-B-01376.02) | Situl arheologic de la Ocnița - "La dâlme" / ansamblu anonim (Categorie: locuire civilă) (Tip: Așezare)              | sat Ocnița, comuna Teaca            | La dâlme      |                                            |            |                                             | Încărcați imagine | Raportați eroare |
| 35027.02.03 (Cod LMI: BN-I-m-B-01376.01) | Situl arheologic de la Ocnița - "La dâlme" / ansamblu anonim (Categorie: locuire civilă) (Tip: Așezare)              | sat Ocnița, comuna Teaca            | La dâlme      | sec. XI - XII                              |            |                                             | Încărcați imagine | Raportați eroare |
| 32928.01 (Cod LMI: BN-I-s-A-01377)       | Castrul roman de la Orheiu Bistriței (Categorie: locuire militară) (Tip: castru)                                     | sat Orheiu Bistriței, comuna Cetate |               | sec. II - III p. Chr.                      |            | 47°05′48″N 24°35′37″E / 47.0967°N 24.5936°E | Încărcați imagine | Raportați eroare |
| 32928.01.01 (Cod LMI: BN-I-m-A-01377.01) | Castrul roman de la Orheiu Bistriței / ansamblu anonim (Categorie: locuire militară) (Tip: Castru)                   | sat Orheiu Bistriței, comuna Cetate |               | romană sec. II - III p. Chr.               |            |                                             | Încărcați imagine | Raportați eroare |
| 32928.01.02 (Cod LMI: BN-I-s-A-01377)    | Castrul roman de la Orheiu Bistriței / ansamblu anonim (Categorie: locuire militară) (Tip: Așezare civilă (vicus))   | sat Orheiu Bistriței, comuna Cetate |               | sec. II - III p. Chr.                      |            |                                             | Încărcați imagine | Raportați eroare |
| 35027.03                                 | Obiecte neo-eneolitice la Ocnița (Categorie: descoperire izolată) (Tip: obiect izolat)                               | sat Ocnița, comuna Teaca            |               |                                            |            |                                             | Încărcați imagine | Raportați eroare |
| 33943.01                                 | Topor preistoric la Orosfaia (Categorie: descoperire izolată) (Tip: obiect izolat)                                   | sat Orosfaia, comuna Milaș          |               |                                            |            |                                             | Încărcați imagine | Raportați eroare |
| 33943.02.01                              | Necropola celtică de la Orosfaia- Groapa Viilor / ansamblu anonim (Categorie: descoperire funerară) (Tip: Necropolă) | sat Orosfaia, comuna Milaș          | Groapa Viilor | Celtică                                    |            |                                             | Încărcați imagine | Raportați eroare |
| 35027.04.01                              | Situl arheologic de la Ocnița- La Ștefălucu / ansamblu anonim (Categorie: locuire) (Tip: Locuință)                   | sat Ocnița, comuna Teaca            | La Ștefălucu  |                                            |            |                                             | Încărcați imagine | Raportați eroare |
| 35027.04.02                              | Situl arheologic de la Ocnița- La Ștefălucu / ansamblu anonim (Categorie: locuire) (Tip: Așezare)                    | sat Ocnița, comuna Teaca            | La Ștefălucu  | daco-romană                                |            |                                             | Încărcați imagine | Raportați eroare |
| 35027.04.03                              | Situl arheologic de la Ocnița- La Ștefălucu / ansamblu anonim (Categorie: locuire) (Tip: Așezare)                    | sat Ocnița, comuna Teaca            | La Ștefălucu  | sec. VI                                    |            |                                             | Încărcați imagine | Raportați eroare |
| 35027.04.04                              | Situl arheologic de la Ocnița- La Ștefălucu / ansamblu anonim (Categorie: locuire) (Tip: Așezare)                    | sat Ocnița, comuna Teaca            | La Ștefălucu  | sec. XI - XII                              |            |                                             | Încărcați imagine | Raportați eroare |